# SH2 (Albanië)
De SH2 of Rruga shtetërore 2 ('staatsweg 2') is een nationale weg in Albanië. De weg begint bij Tirana, de hoofdstad van Albanië, en loopt vanaf daar in westelijke richting naar Vorë. De weg eindigt uiteindelijk in het havengebied van de stad Durrës. De weg was de eerste hoofdweg die werd gebouwd na het einde van de Socialistische Volksrepubliek Albanië in 1991 en was oorspronkelijk de enige hoogwaardige weg in het land. De weg heeft een totale lengte van 36 kilometer.
Voor de toekomst zijn er plannen de weg onderdeel te laten worden van de Adriatisch-Ionische autosnelweg. 